# Brautjungfer

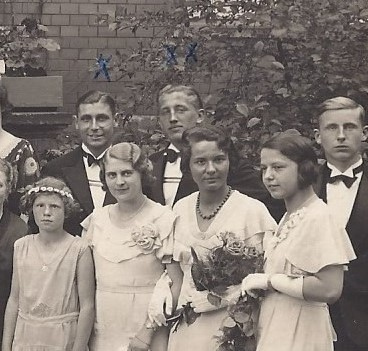
Brautjungfern (1933)

Die Brautjungfer war ursprünglich eine ledige Freundin oder Verwandte der Braut, die diese zur Kirche führte und dem Ehepaar im Hochzeitszug folgte.
Bereits zu Zeiten des alten Roms fiel den Brautjungfern eine wichtige Rolle zu. Sie sollten böse Geister von der Braut ablenken, indem sie sich schöne Kleider anzogen, um der Braut ähnlich zu sehen und somit die bösen Geister zu verwirren: Sollte ein böser Geist sich dazu entschließen, die Braut besetzen zu wollen – zum Beispiel aus Rache –, hatte dieser mehrere gleichgekleidete Frauen zur Auswahl und konnte somit nicht feststellen, welche die echte Braut war. Die Brautjungfer stellte somit einen Schutz vor sämtlichen spirituellen Gefahren dar. Ihr männlicher Gegenpart, der Brautführer, hatte ursprünglich den Auftrag, die Braut vor irdischen Gefahren wie Plünderern zu schützen.
Heutzutage ist die Brautjungfer oft nach den Trauzeugen die wichtigste Helferin der Braut für die Vorbereitungen der Hochzeitsfeier. Am Hochzeitstag ist die Brautjungfer die wichtigste Hilfe für die Braut; sie begleitet sie im Hochzeitszug in die Kirche oder geht mit dem Brautführer direkt hinter dem Brautpaar, trägt eine eventuell vorhandene Schleppe und nimmt ihr während der Hochzeitszeremonie den Brautstrauß ab. Es kommt auch vor, dass Brautjungfern bei der Hochzeit durch Ansprachen, Spiele oder Hochzeitszeitungen für Überraschungen sorgen.